# رادیوا
رادیوا (به لاتین: Radevo) یک منطقهٔ مسکونی در بلغارستان است که در شهرستان اکساکاوو واقع شده‌است.